# Payyannūr
Payyannūr (engelska: Payyanur) är en ort i Indien.   Den ligger i distriktet Kannur och delstaten Kerala, i den södra delen av landet, 1 900 km söder om huvudstaden New Delhi. Payyannūr ligger 11 meter över havet och antalet invånare är 70 069.
Terrängen runt Payyannūr är huvudsakligen platt, men söderut är den kuperad. Havet är nära Payyannūr åt sydväst. Runt Payyannūr är det mycket tätbefolkat, med 1 886 invånare per kvadratkilometer. Payyannūr är det största samhället i trakten. Trakten runt Payyannūr består till största delen av jordbruksmark.